# BMW Série 7 (E32)
La BMW E32 est une berline de luxe de la Série 7 de BMW et elle a été présentée en septembre 1986. Un an après le lancement sur le marché avec des moteurs six cylindres, la variante 750i a suivi avec le moteur douze cylindres M70. L’E32 a été dessinée par le designer en chef de l'époque, Claus Luthe, et Ercole Spada. En juin 1994, l’E32 a été remplacée par l’E38 après la construction d'environ 310 000 unités.

## Historique du modèle

### Général

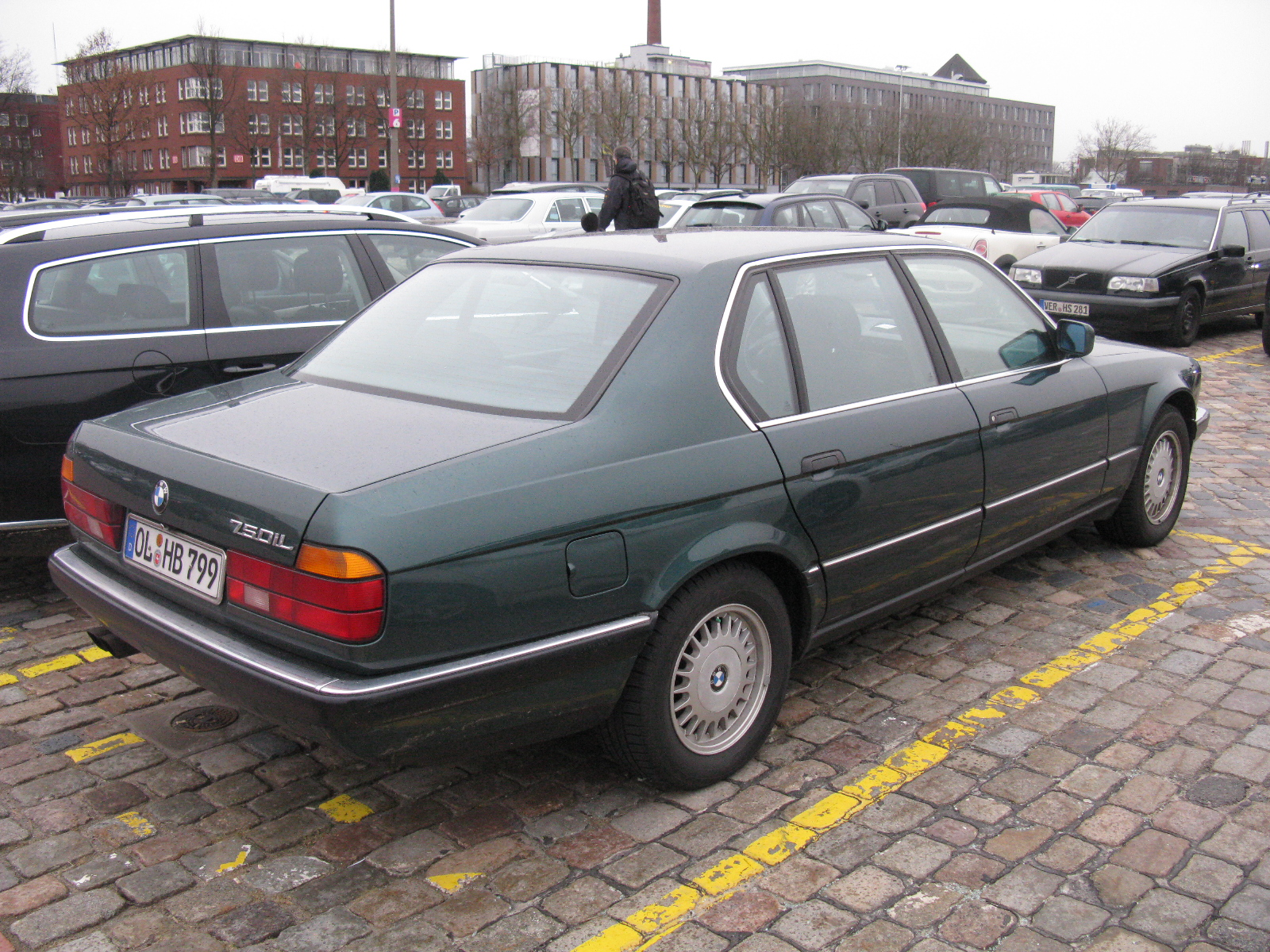
Vue arrière

Après le début du développement en 1979, BMW a présenté l’E32 en septembre 1986, initialement avec des moteurs essence six cylindres M30, éprouvés, en tant que 730i (135 kW) et 735i (155 kW), qui pouvaient être combinés avec trois variantes d'équipement. L'équipement le plus exclusif, le High Line, avait plusieurs extras (réfrigérateur, téléphone, cuir de haute qualité, etc.) et il était disponible à partir de 1989. Dès l'été 1987, BMW propose un moteur V12 (type moteur M70) dans la 750i, dont la puissance est initialement spécifiée comme étant de "plus de 200 kW (271 ch)". Le modèle avec le moteur V12 d'une cylindrée de 5 litres se reconnaît extérieurement à sa calandre plus large et à ses sorties d'échappement carrées.
Le design de l'E32 a été immédiatement bien accueilli, après que la prédécesseuse était souvent ressentie comme n'étant pas assez dynamique (notamment à l'arrière du véhicule). Avec l’E32, BMW a introduit les feux arrière en forme de L qui sont devenus typiques du design BMW. La nouvelle gamme a été créée sous la responsabilité du designer en chef Claus Luthe, du designer italien Ercole Spada et de Hans Kerschbaum, qui ont dessiné l’E32. La conception finale a été finalisée en 1983 et les brevets ont été déposés en octobre 1984. Le coefficient de traînée de la voiture est de 0,32 avec une section transversale de 2,1 mètres carrés. Les bandes de garniture chromées typiques sur les pare-chocs et autour des vitres latérales pouvaient être annulées via la variante d'équipement Shadow Line. Les véhicules à empattement normal ont été suivis par des versions longues, qui n'étaient initialement proposées qu'en 735iL et 750iL. Elles offrent 114 millimètres d'espace pour les genoux en plus à l'arrière.
Les moteurs sont couplés, en option, à une boîte de vitesses manuelle à cinq rapports entièrement synchronisés ou à une boîte de vitesses automatique à quatre rapports à convertisseur. Dans les 750i/750iL, la transmission à convertisseur est un équipement standard. La transmission à convertisseur peut, en option, être commandée électrohydrauliquement sur les 735i et 730i, cela est de série sur les 750i/750iL. La transmission automatique a été renforcée pour le plus grand développement de couple du moteur douze cylindres M70. La vitesse maximale de la 730i est de 220 km/h, celle de la 735i est spécifiée à 230 km/h; BMW l'a limitée électroniquement à 250 km/h pour la 750i. L'année du lancement de la 750i, la société s'est entendue avec Audi et Mercedes-Benz pour volontairement se limiter à cette vitesse de pointe.
L'équipement standard comprend l'ABS, des fonctions de mémoire (y compris pour les essuie-glaces automatiques) et des convertisseurs catalytiques, qui, contrairement aux convertisseurs catalytiques montés en rattrapage, ne devraient pas affecter de manière significative la puissance nominale des moteurs. Cependant, des véhicules sans convertisseur catalytique étaient également disponibles. Les autres caractéristiques comprennent des serrures de porte chauffantes à partir de la 735i et des airbags disponibles sur demande.

### Aperçu

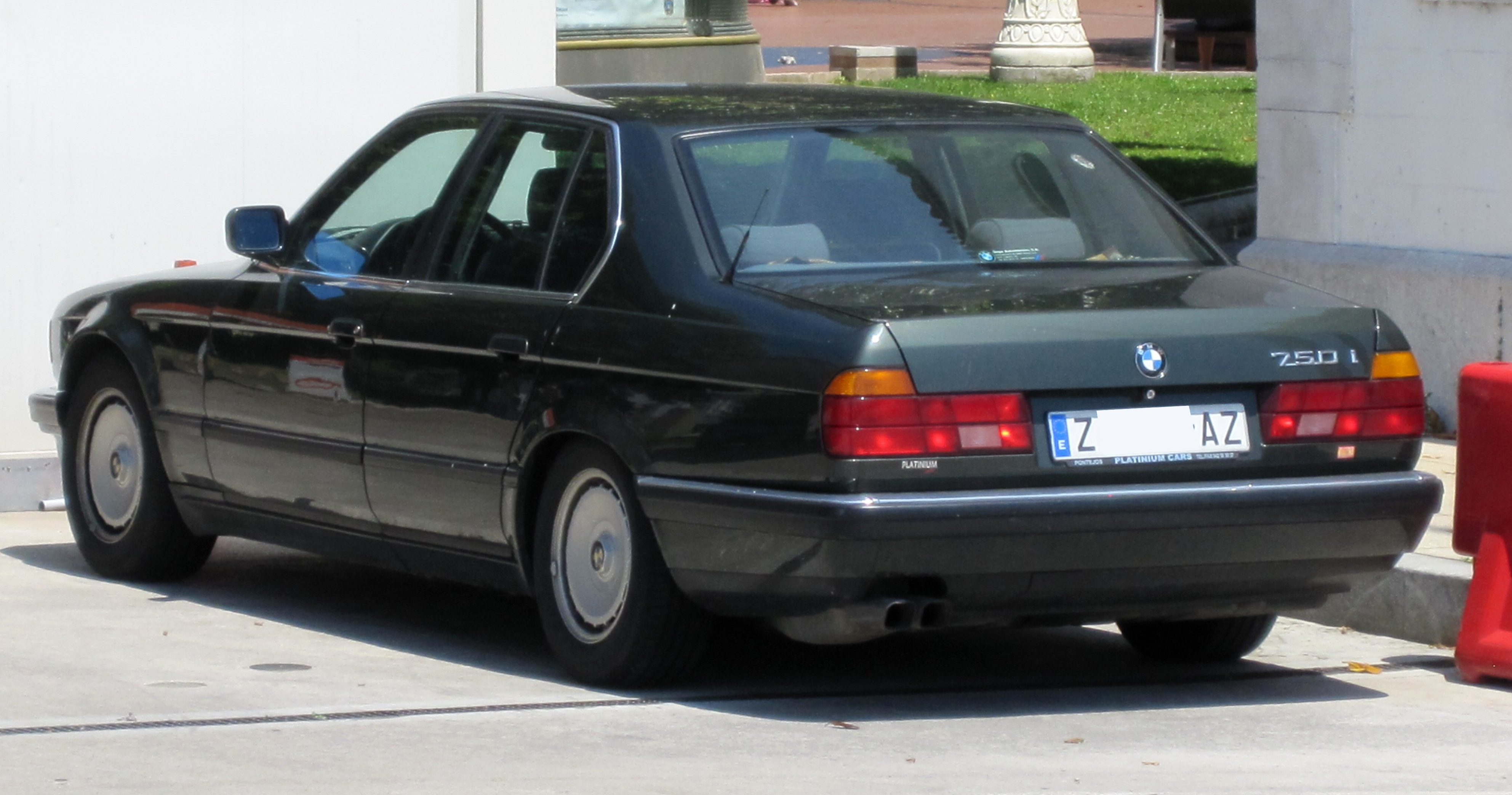
BMW 750i, vue arrière
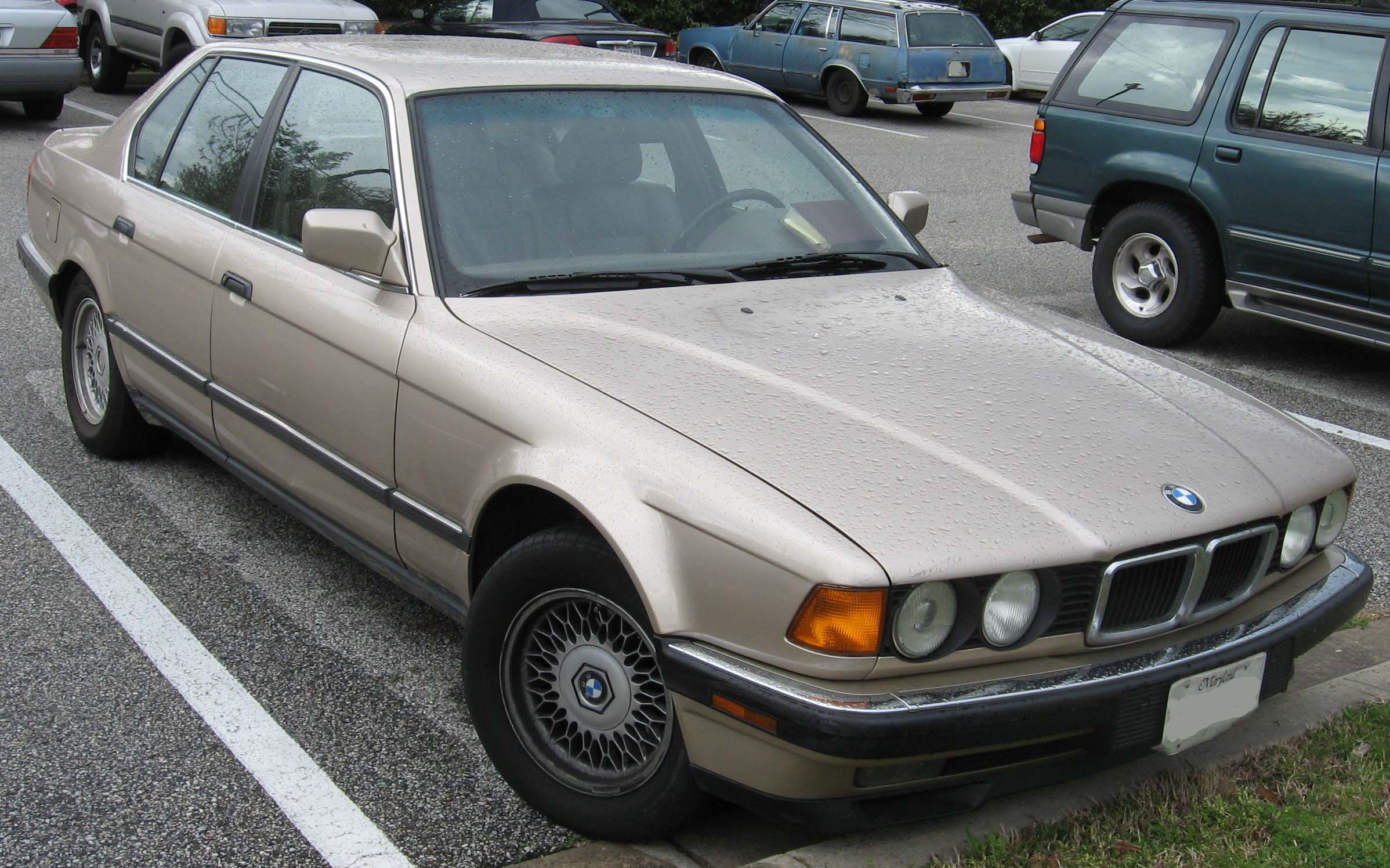
750i E32, version américaine
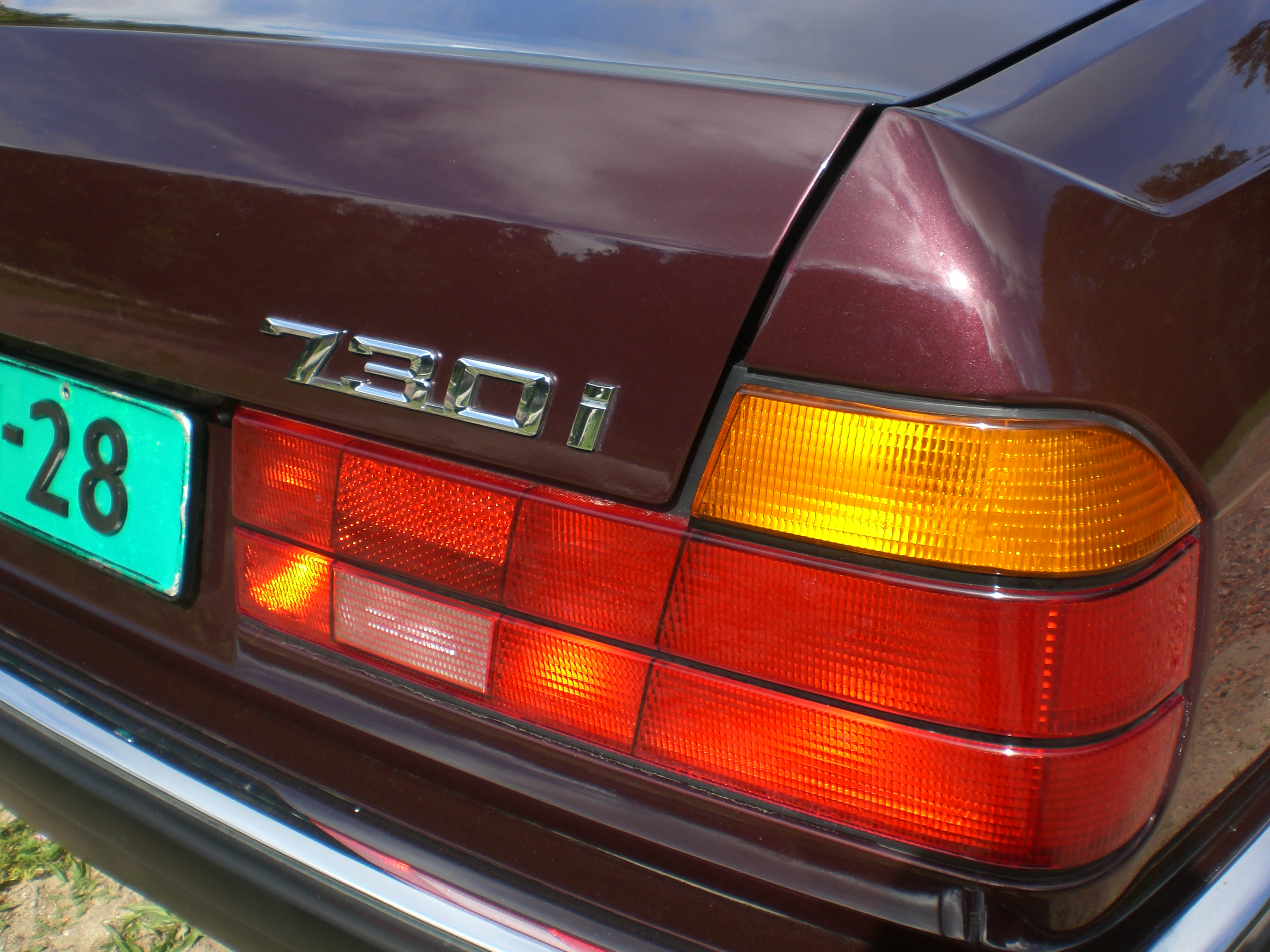
Feu arrière en forme de L
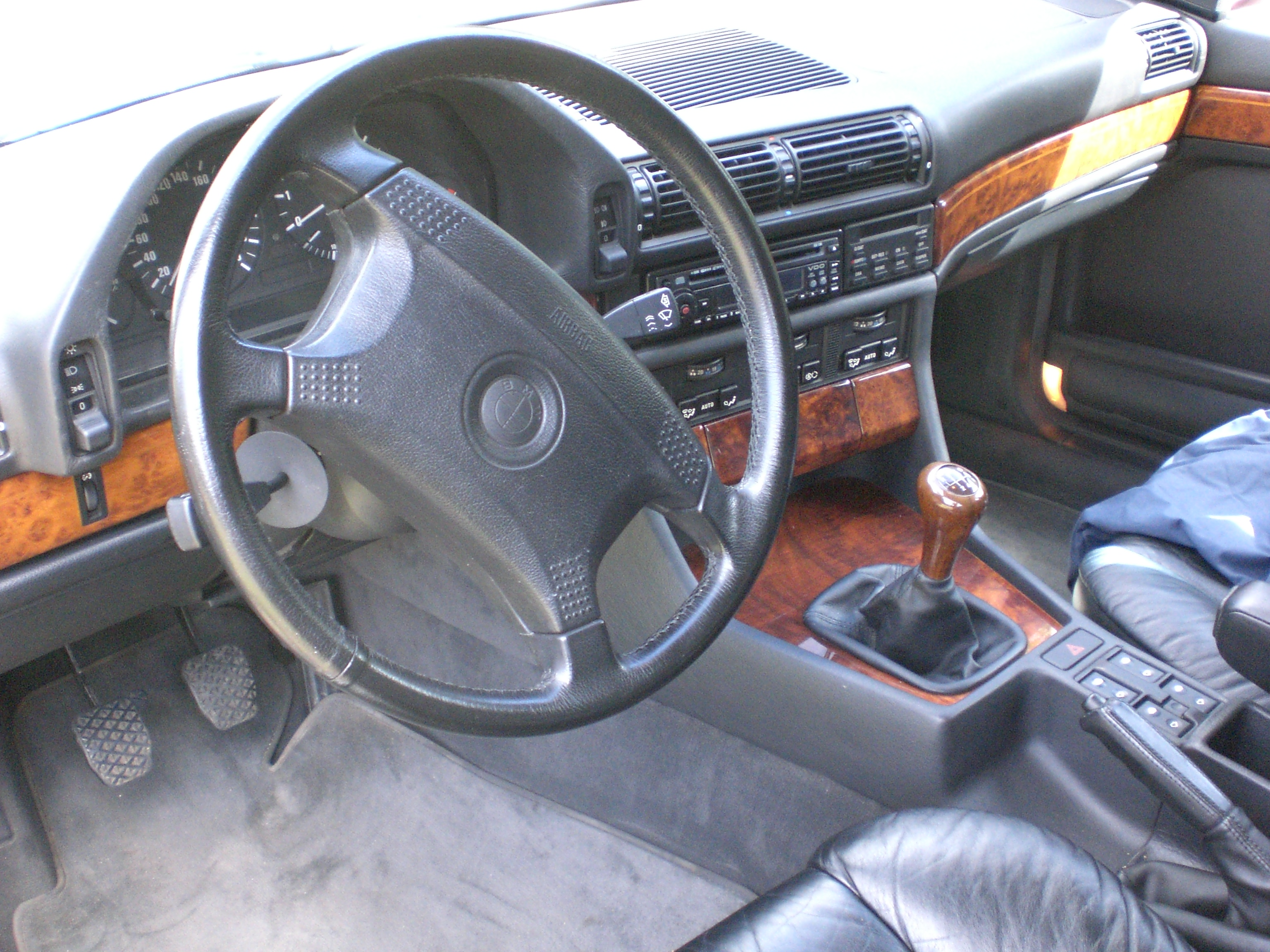
Intérieur de l’E32
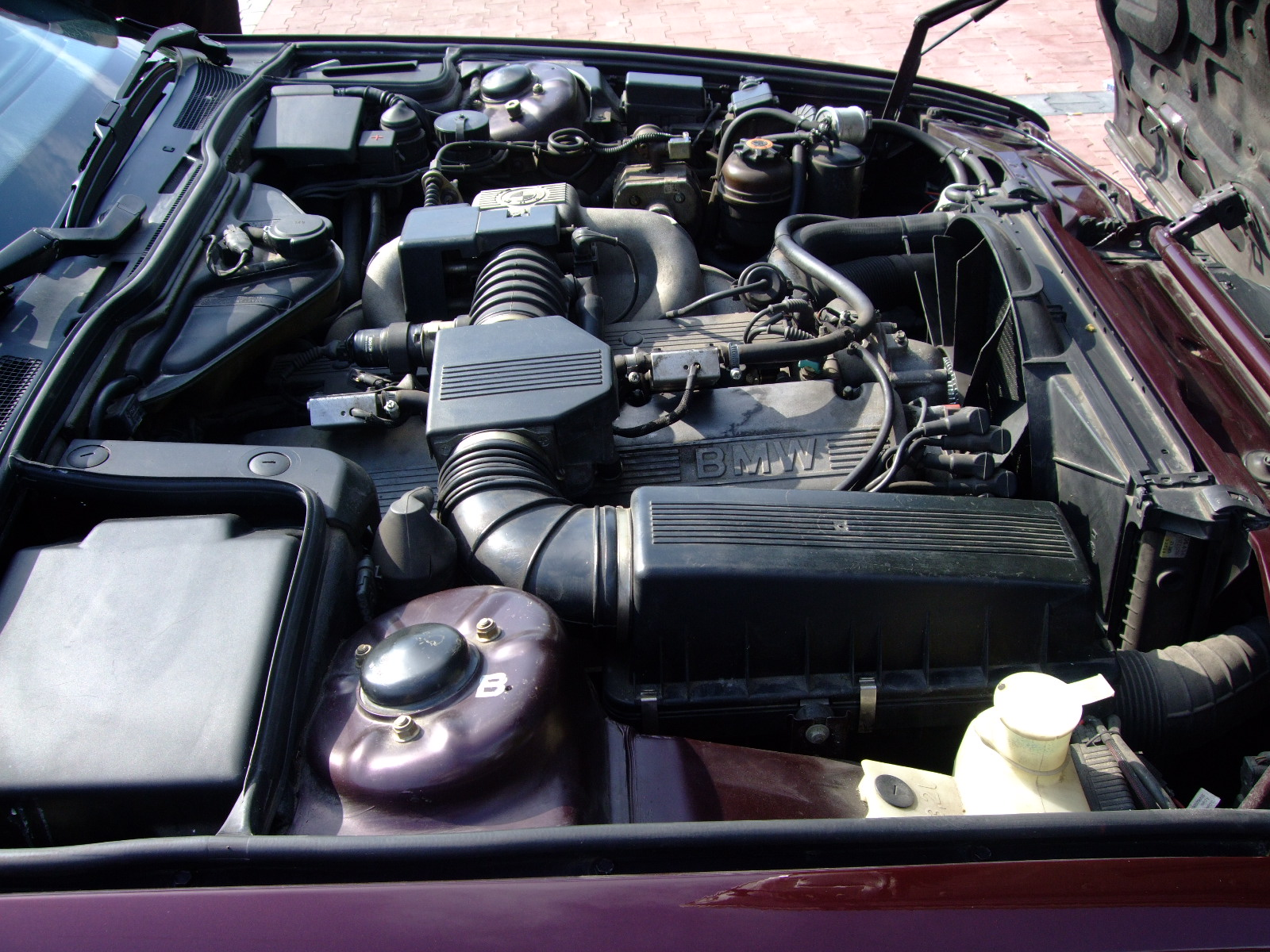
Moteur six cylindres en ligne M30 de BMW
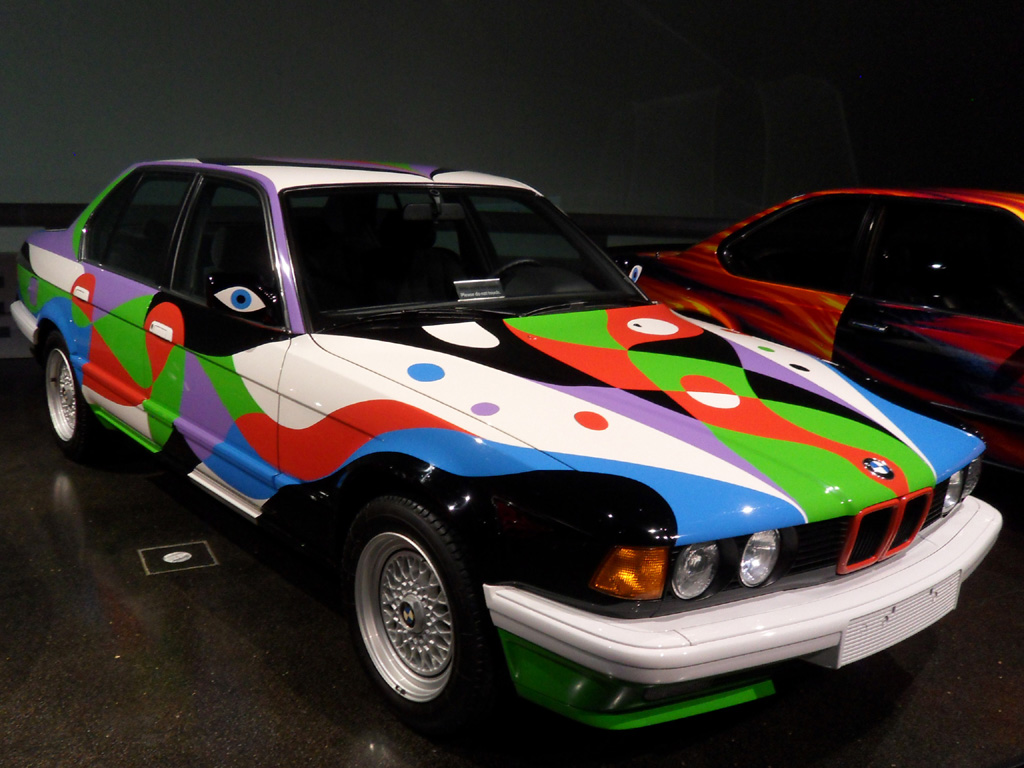
BMW 730i (Art Car) de César Manrique

### Lifting
En avril 1992, la gamme a été révisée. Il y avait plus de bois à l'intérieur, ainsi que des poignées de porte chromées en option. La gamme de moteurs a été revue. À cela s'ajoutent les nouveaux moteurs V8 M60 et la nouvelle transmission automatique de ZF Friedrichshafen à cinq vitesses. BMW a ainsi comblé l'écart entre les moteurs V12 et six cylindres en ligne. La 735i avec le moteur six cylindres en ligne M30B35 a été remplacée par la 730i avec le moteur V8 M60B30. Les modèles à moteurs huit cylindres ont également reçus le «haricot large» sur la calandre, qui était jusque-là réservé aux modèles à moteurs V12 (750i/750iL). Alors que la 730i à huit cylindres était disponible avec des transmissions manuelles et automatiques, la 740i, comme les modèles V12, n'était proposée qu'avec une transmission automatique. Le moteur six cylindres M30 classique de BMW d'une cylindrée de trois litres est resté au programme jusqu'à la fin de la production en 1994, aux côtés de la 730i avec le moteur V8 M60B30.
L’E32 a été l'une des premières voitures au monde à être équipée d'un double vitrage isolant sur les vitres latérales et sur la lunette arrière, sur demande et moyennant un supplément. Ce vitrage réduit le niveau de bruit et empêche les vitres de s'embuer. Avec cela, BMW a réagi à la présentation de la Mercedes-Benz Sonderklasse (Type 140), dans laquelle les vitres latérales étaient équipées de série d'un double vitrage isolant. Ce vitrage est composé d’un verre de sécurité double vitrage dont les verres de 3 mm d'épaisseur sont hermétiquement collés à une distance de 3 mm avec une entretoise sur tout le pourtour. L'épaisseur totale de ce vitrage feuilleté est de 9 mm. De plus, le Park Distance Control (PDC) était proposé en option pour la première fois, qui utilise 4 capteurs dans les pare-chocs avant et arrière pour enregistrer la distance des obstacles dans les zones avant et arrière sur une base ultrasonique et les affiche acoustiquement. Pour la première fois au monde dans une voiture de série, les phares au xénon (uniquement pour les feux de croisement) étaient disponibles en tant qu'équipement spécial à partir de 1991.

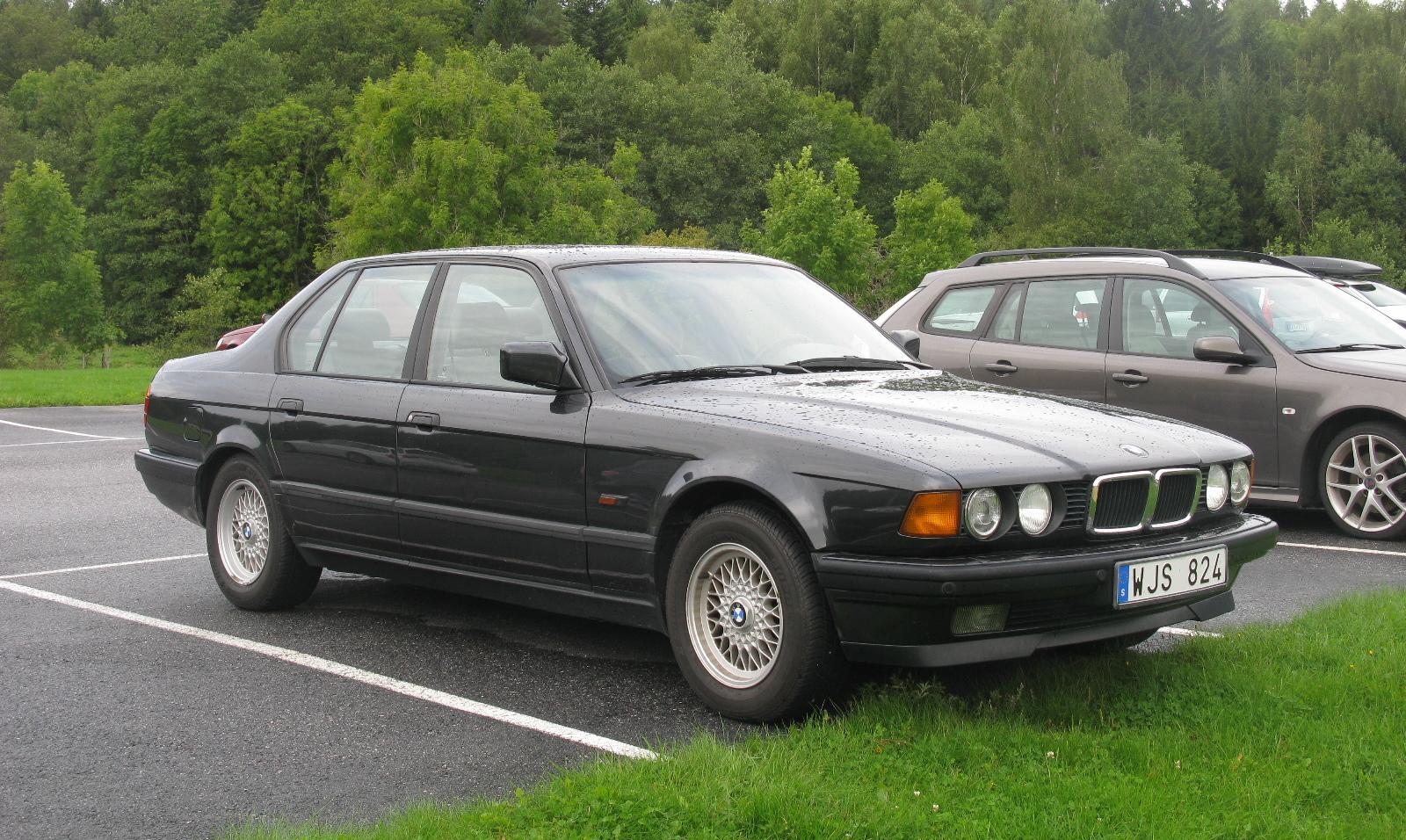
BMW 730i avec huit cylindres
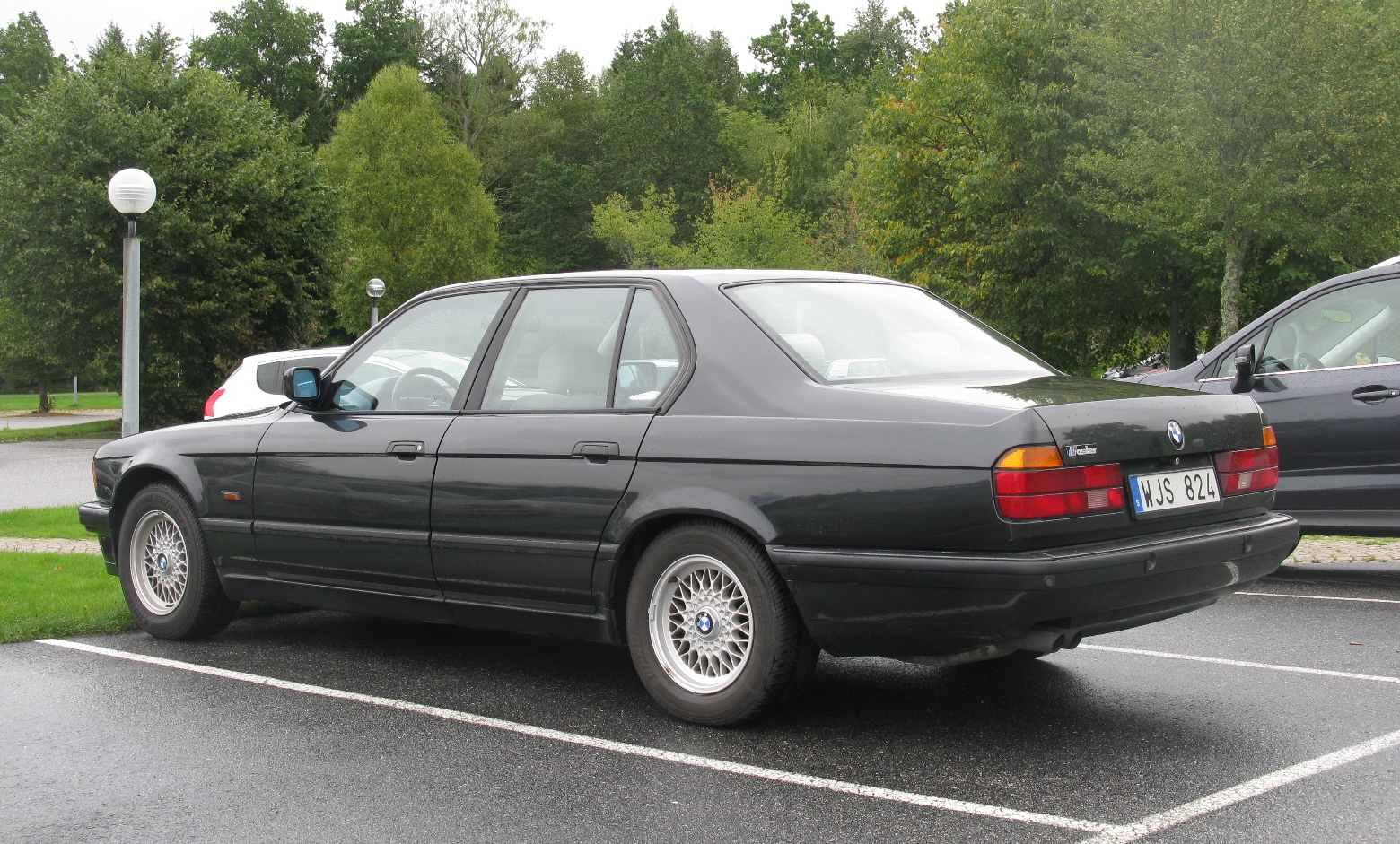
BMW 730i avec huit cylindres, vue arrière
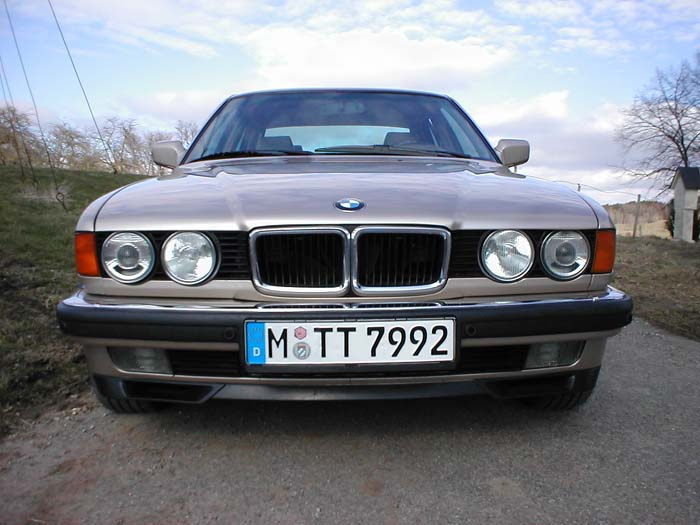
BMW 740i (1992–1994)
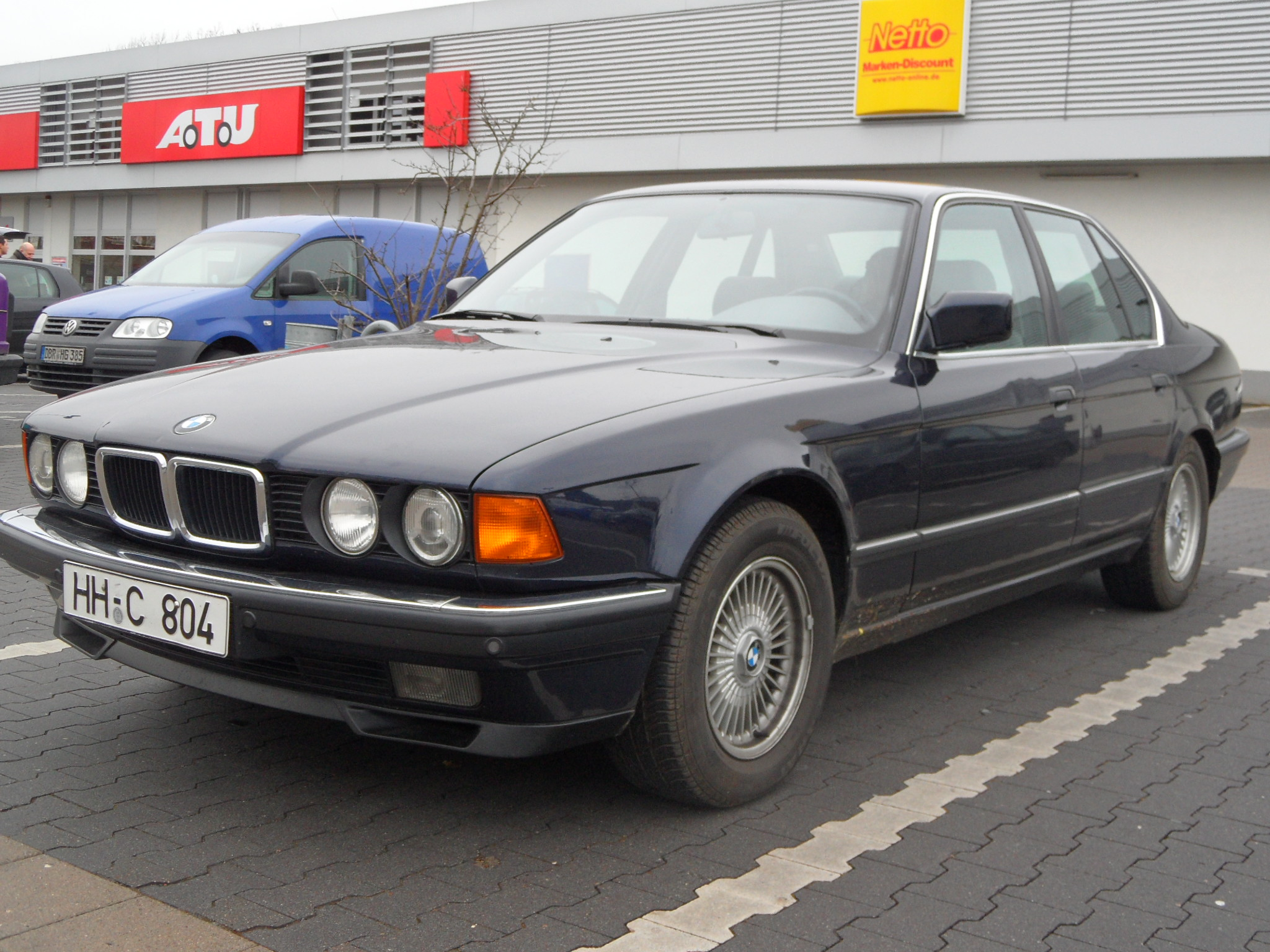
750i avec PDC installé d’usine à l’avant
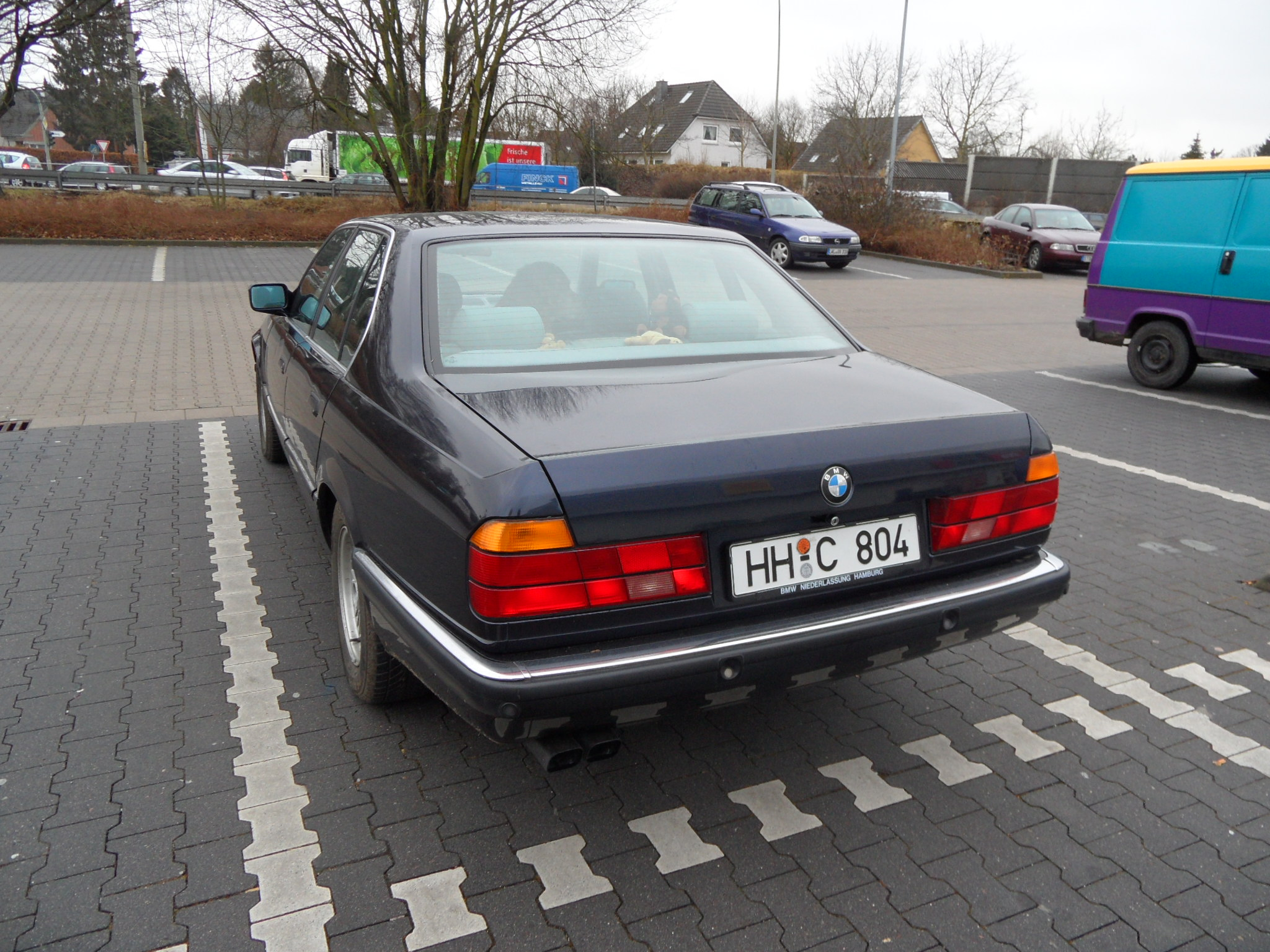
750i avec PDC installé d’usine à l’arrière

### Technologie et innovation
La BMW E32 est une berline quatre portes avec une carrosserie monocoque, un moteur avant monté longitudinalement et une propulsion arrière.
L'essieu avant est un essieu à jambe de force à double articulation, l'essieu arrière est un essieu à bras semi-tirés, les deux essieux ont des ressorts hélicoïdaux et des amortisseurs de pression de gaz. Un réglage sportif du châssis et un contrôle du niveau hydropneumatique pour l'essieu arrière étaient disponibles sur demande, la 750i avait ce dernier en standard. Des amortisseurs hydrauliques conventionnels étaient également proposés sur certains marchés. Sur l’E32, la combinaison des roues et des pneus dépend du moteur; la 730i a reçue des roues en acier mesurant 6½ J × 15 avec des pneus 205/65 VR 15. Le système de freinage est un système de freinage à double circuit; l’E32 a des freins à disque avec des plaquettes sans amiante aux quatre roues. Un système de freinage antiblocage et un antipatinage avec contrôle intégré du couple de traînée du moteur étaient de série.
Les moteurs sont tous des moteurs essence OHC non suralimentés avec injection dans le collecteur d'admission et commande de soupape. BMW a utilisé les types M30, M70 et M60. Lors du lancement à l'automne 1986, les 730i et 735i proposaient des moteurs six cylindres en ligne M30 d'une puissance respective de 135 kW et 155 kW, tandis que la 750i recevait alors le nouveau moteur douze cylindres M70 de 5 litres d'une puissance de 220kW. Le moteur V8 M60, introduit au printemps 1992, était disponible en cylindrées de 3 et 4 litres. La nouvelle 730i a obtenu la variante de 3 litres et 160 kW, tandis que la 740i était livrée avec le moteur de 4 litres produisant 210 kW. La puissance est transmise via l’embrayage monodisque à diaphragme à ressort de la boîte de vitesses manuelle ou, dans le cas des boîtes de vitesses automatiques, directement par un convertisseur. Initialement, des transmissions quatre vitesses à convertisseur de couple étaient proposées, à partir du lifting, il y avait des transmissions ZF à cinq vitesses. La 730i a obtenu la transmission 5HP18 et la 740i a obtenu la transmission 5HP30. La 730i était toujours disponible avec une transmission manuelle.

### L’E32 dans la durée
Grâce à une bonne protection anti-corrosion fournie d'usine, l’E32 a rarement de sérieux problèmes de rouille sur les pièces porteuses, même en vieillissant. Les moteurs utilisés dans l'E32 sont tous considérés comme durables. Ici, les problèmes sont plus susceptibles d'être causés par des défauts en périphérie (pompe à eau, pompe à huile, préparation du mélange). Le point faible, comme pour beaucoup d'autres BMW, est le châssis très sujet à l'usure.

## Étude BMW "Goldfish"

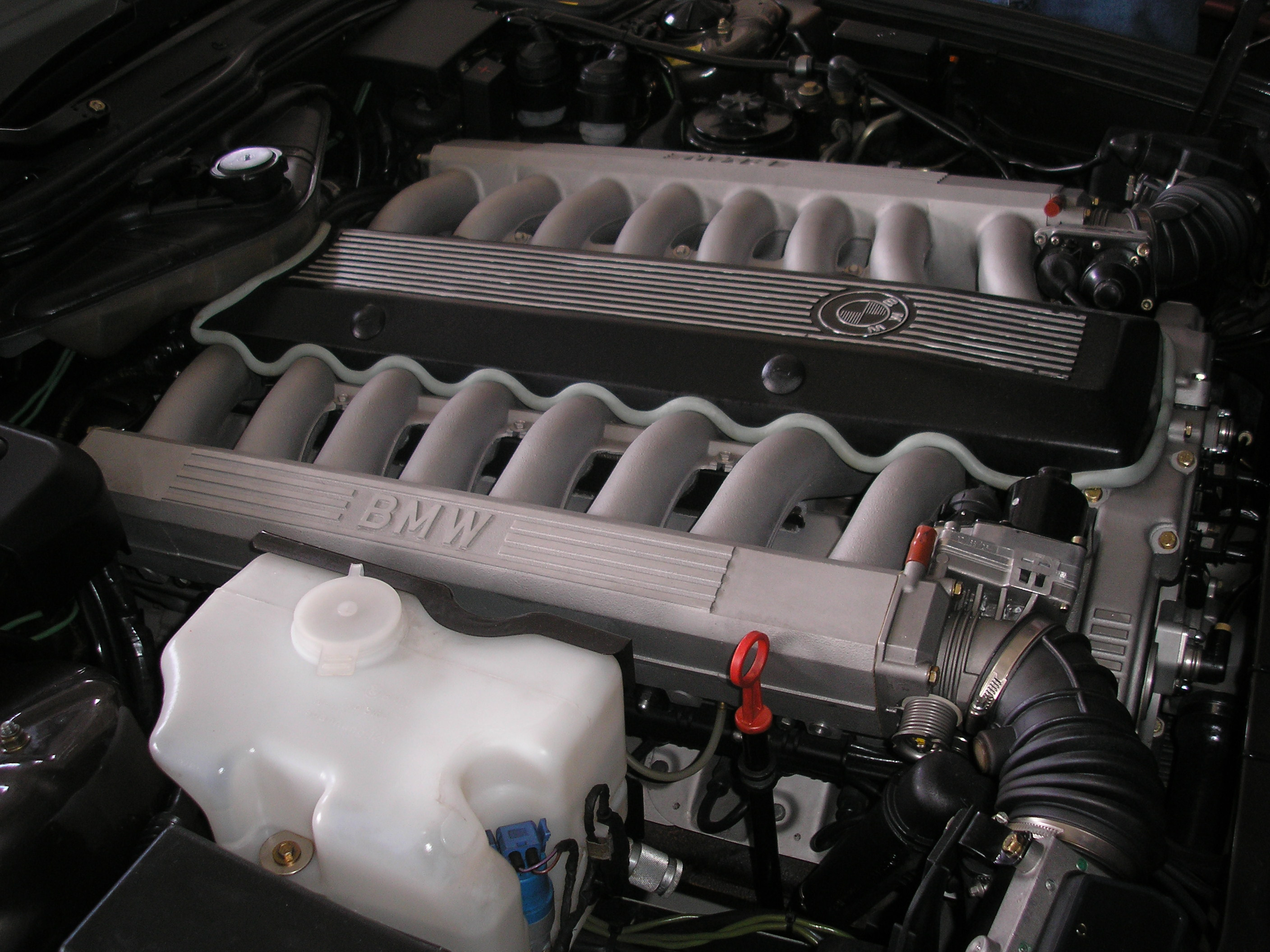
Moteur seize cylindres de BMW

Entre l'été 1987 et l'été 1988, une étude basée sur la BMW E32 a également été menée dans le but d'explorer la faisabilité de moteurs encore plus gros que le 12 cylindres. La raison en était la concurrence croissante entre BMW et Mercedes-Benz dans la catégorie des voitures luxueuses. Étant donné que Mercedes-Benz proposait également un moteur 12 cylindres avec la 600, la possibilité de développer des unités d'entraînement encore plus grandes a été étudiée avec le projet secret Goldfisch. À cette fin, une petite équipe dirigée par les designers Karlheinz Lange et Adolf Fischer a développé un moteur 16 cylindres avec une cylindrée relativement petite et un espacement des cylindres étroit. À des fins de test, cela a été installé dans une BMW 735iL, qui avait été achetée "par les voies officielles". En raison du fait que la voiture de base avait un moteur 6 cylindres, elle n'avait que la calandre étroite à l'avant. Le véhicule à moteur 16 cylindres n'ayant pas de commande de développement officielle, les concepteurs ont donné à la voiture le nom de code "Goldfish" en raison de sa couleur extérieure dorée.

### La technologie de la BMW Goldfish
Le moteur est basé sur le moteur douze cylindres M70, qui est à son tour un développement ultérieur du moteur six cylindres en ligne M20B25. Ainsi, le moteur de la Goldfish partage son rapport d'alésage et de course avec le M20B25, (84 mm × 75 mm), l'espacement des cylindres est également de 91 mm. La cylindrée totale est de 6 651 cm3, la puissance nominale est de 300 kW (408 ch) à 5 200 tr/min, le couple maximal est de 613 Nm délivré à 3 900 tr/min. Comme le M70, le moteur de la Goldfish est un moteur en V à 60° et il dispose de deux unités de commande du moteur distinctes (Bosch DME 3.3). Il a des culasses en alliage et un arbre à cames en tête. Alors que le moteur 12 cylindres n'était disponible qu'avec une boîte automatique, dans la "Goldfisch", une boîte de vitesses manuelle à 6 rapports de la BMW Série 8 transmettait la puissance aux roues arrière. Avec la transmission manuelle, les performances de conduite du moteur pouvaient être mieux testées. Comme le moteur occupait désormais tout l'espace dans le compartiment moteur, le système de refroidissement a été déplacé vers le coffre. Il y avait ici deux refroidisseurs, qui étaient alimentés en air frais par de grandes prises d'air sur les côtés. Sur le côté droit se trouvait le réservoir de liquide de refroidissement.

### Le moteur 16 cylindres en pratique
En pratique, les valeurs de la BMW Goldfisch n'étaient pas mauvaises : malgré le poids élevé dû au moteur de 310 kg, le sprint de 0 à 100 km/h ne durait que 6 secondes. Cependant, la consommation de carburant se situait entre 14 et 24 litres aux 100 kilomètres. Ceci, et le fait qu'encore plus de puissance pouvait être obtenue du moteur 12 cylindres avec une compression plus élevée, signifiait que le projet n'était pas prêt pour la production en série. La course aux armements contre Mercedes-Benz était également terminée à la fin des années 1980.
Le véhicule appartient toujours au groupe BMW et peut être vu de temps en temps lors de foires commerciales et d'expositions. Cependant, la voiture ne peut plus rouler dans son état actuel. En raison des décennies d'immobilisation, le moteur et la transmission doivent être révisés avant de démarrer.

## Inventaire en Allemagne
En Allemagne, le stock de BMW E32 est répertorié selon le fabricant, les numéros de code de type et la Kraftfahrt-Bundesamt. Les types avec moins de 100 véhicules ne sont pas représentés. Jusqu’en 2007, l’inventaire comprenait non seulement le nombre de véhicules immatriculés mais aussi le nombre de pertes temporaires. Depuis 2008, l’inventaire ne contient que les "véhicules dans le trafic" y compris les plaques d’immatriculation saisonnières.
| Modèles                            | kW                                 | Chiffres du fabricant/Numéros des codes de type | 2005   | 2006    | 2007    | 2008    | 2009    | 2010    | 2011    | 2012    | 2013    | 2014    | 2015    | 2016    | 2017   | 2018   | 2019   | 2020   | 2021   |
| ---------------------------------- | ---------------------------------- | ----------------------------------------------- | ------ | ------- | ------- | ------- | ------- | ------- | ------- | ------- | ------- | ------- | ------- | ------- | ------ | ------ | ------ | ------ | ------ |
| 730                                | 138                                | 0005/465                                        | 18.144 | 14.894  | 12.715  | 8.143   | 7.069   | 5.960   | 5.039   | 4.159   | 3.432   | 2.821   | 2.418   | 2.120   | 1.914  | 1.766  | 1.664  | 1.565  | 1.506  |
| 730                                | 160                                | 0005/524                                        | 4.533  | 3.916   | 3.440   | 2.393   | 2.144   | 1.915   | 1.710   | 1.432   | 1.196   | 1.007   | 894     | 765     | 693    | 630    | 583    | 536    | 508    |
| 735                                | 155                                | 0005/457                                        | 12.089 | 9.634   | 7.992   | 4.894   | 4.170   | 3.514   | 2.980   | 2.493   | 2.019   | 1.712   | 1.534   | 1.345   | 1.223  | 1.169  | 1.090  | 1.058  | 1.047  |
| 740                                | 210                                | 0005/525                                        | 2.636  | 2.271   | 1.977   | 1.368   | 1.242   | 1.103   | 929     | 825     | 715     | 617     | 548     | 502     | 461    | 417    | 397    | 374    | 367    |
| 750                                | 220                                | 0005/466                                        | 5.249  | 4.313   | 3.553   | 1.898   | 1.622   | 1.421   | 1.176   | 1.030   | 892     | 782     | 723     | 688     | 670    | 646    | 631    | 632    | 635    |
| Total                              | Total                              | Total                                           | 42.651 | 35.028  | 29.677  | 18.696  | 16.247  | 13.913  | 11.834  | 9.939   | 8.254   | 6.939   | 6.117   | 5.420   | 4.961  | 4.628  | 4.365  | 4.165  | 4.063  |
| Différence avec l'année précédente | Différence avec l'année précédente | Différence avec l'année précédente              |        | −17,9 % | −15,3 % | −37,0 % | −13,1 % | −14,4 % | −14,9 % | −16,0 % | −17,0 % | −15,9 % | −11,8 % | −11,4 % | −8,5 % | −6,7 % | −5,7 % | −4,6 % | −2,5 % |